# Arondismentul Le Marin
Arondismentul Le Marin (în franceză Arrondissement du Marin) este un arondisment din Martinica, Franța.

## Subdiviziuni

### Cantoane
- Cantonul Les Anses-d'Arlet
- Cantonul Le Diamant
- Cantonul Ducos
- Cantonul Le François-1
- Cantonul Le François-2
- Cantonul Le Marin
- Cantonul Rivière-Pilote
- Cantonul Rivière-Salée
- Cantonul Sainte-Anne
- Cantonul Sainte-Luce
- Cantonul Saint-Esprit
- Cantonul Les Trois-Îlets
- Cantonul Le Vauclin

### Comune
| 1. Les Anses d'Arlet (97202) | 2. Le Diamant (97206)     | 3. Ducos (97207)            | 4. Le François (97210)  |
| 5. Le Marin (97217)          | 6. Rivière-Pilote (97220) | 7. Rivière-Salée (97221)    | 8. Saint-Esprit (97223) |
| 9. Sainte-Anne (97226)       | 10. Sainte-Luce (97227)   | 11. Les Trois-Îlets (97231) | 12. Le Vauclin (97232)  |